# 1893
| [ Edytuj tabelę ]              | |
| Król Polski (tytularny)        | - 1881 Aleksander III Romanow 1894                                                                                            |
| Emir Afganistanu               | - 1880 Abdur Rahman Chan 1901                                                                                                 |
| Współksiążęta Andory           | - 1879 Salvador Casañas i Pagès 1901 - 1887 Marie François Sadi Carnot 1894                                                   |
| Prezydent Argentyny            | - 1892 Luis Sáenz Peña 1895                                                                                                   |
| Cesarz Austrii                 | - 1848 Franciszek Józef I 1916                                                                                                |
| Król Bawarii                   | - 1886 Otto 1913 |
| Król Belgów                    | - 1865 Leopold II 1909 |
| Premier Belgii                 | - 1884 Auguste Beernaert 1894                                                                                                 |
| Prezydent Boliwii              | - 1892 Mariano Baptista 1896                                                                                                  |
| Prezydent Brazylii             | - 1891 Floriano Peixoto 1894                                                                                                  |
| Sułtan Brunei                  | - 1885 Hashim Jalilul Alam Aqamaddin 1906                                                                                     |
| Car Bułgarii                   | - 1887 Ferdynand I Koburg 1918                                                                                                |
| Premier Bułgarii               | - 1887 Stefan Stambołow 1894                                                                                                  |
| Prezydent Chile                | - 1891 Jorge Montt 1896 |
| Cesarz Chin                    | - 1875 Guangxu 1908 |
| Premier Czarnogóry             | - 1879 Božo Petrović-Njegoš 1905                                                                                              |
| Król Czech                     | - 1848 Franciszek Józef I 1916                                                                                                |
| Król Danii                     | - 1863 Chrystian IX 1906 |
| Premier Danii                  | - 1875 Jacob Brønnum Scavenius Estrup 1894                                                                                    |
| Dalajlama                      | - 1876 Thubten Gjaco 1933 |
| Władca Egiptu                  | - 1892 Abbas II Hilmi 1914 |
| Premier Egiptu                 | - 1891 Mustafa Fahmi Pasza 1893 - 1893 Husajn Fachri Pasza 1893 - 1893 Rijad Pasza 1894                                       |
| Prezydent Ekwadoru             | - 1892 Luis Cordero Crespo 1895                                                                                               |
| Cesarz Etiopii                 | - 1889 Menelik II 1913 |
| Prezydent Francji              | - 1887 Marie François Sadi Carnot 1894                                                                                        |
| Premier Francji                | - 1892 Alexandre Ribot 1893 - 1893 Charles Dupuy 1893 - 1893 Jean Casimir-Périer 1894                                         |
| Król Grecji                    | - 1863 Jerzy I 1913 |
| Prezydent Gwatemali            | - 1892 José María Reina Barrios 1898                                                                                          |
| Prezydent Haiti                | - 1889 Florvil Hyppolite 1896                                                                                                 |
| Król Hawajów                   | - 1891 Lydia Liliʻuokalani 1893                                                                                               |
| Król Hiszpanii                 | - 1886 Alfons XIII 1931 |
| Premier Hiszpanii              | - 1892 Práxedes Mateo Sagasta 1895                                                                                            |
| Król Holandii                  | - 1890 Wilhelmina 1948 |
| Premier Holandii               | - 1891 Gijsbert van Tienhoven 1894                                                                                            |
| Prezydent Hondurasu            | - 1891 Ponciano Leiva Madrid 1893 - 1893 Domingo Vásquez Toruño 1894                                                          |
| Szach Iranu                    | - 1848 Naser ad-Din Szah 1896                                                                                                 |
| Król Irlandii                  | - 1837 Wiktoria Hanowerska 1901                                                                                               |
| Cesarz Japonii                 | - 1867 Mutsuhito 1912 |
| Premier Japonii                | - 1892 Hirobumi Itō 1896 |
| Kalif                          | - 1876 Abdülhamid II 1909 |
| Premier Kanady                 | - 1892 John Thompson 1894 |
| Emir Kataru                    | - 1878 Kasim ibn Muhammad Al Sani 1913                                                                                        |
| Prezydent Kolumbii             | - 1892 gen. Rafael Núñez 1894                                                                                                 |
| Patriarcha Konstantynopola     | - 1891 Neofit VIII 1894 |
| Władca Korei                   | - 1863 Kojong 1907 |
| Prezydent Kostaryki            | - 1890 José Rodríguez Zeledón 1894                                                                                            |
| Emir Kuwejtu                   | - 1892 Muhammad 1896 |
| Prezydent Liberii              | - 1892 Joseph Cheeseman 1896                                                                                                  |
| Książę Liechtensteinu          | - 1858 Jan II Dobry 1929 |
| Wielki książę Luksemburga      | - 1890 Adolf 1905 |
| Premier Luksemburga            | - 1888 Paul Eyschen 1915 |
| Sułtan Maroka                  | - 1873 Hassan I 1894 |
| Prezydent Meksyku              | - 1884 Porfirio Díaz 1911 |
| Książę Monako                  | - 1889 Albert I 1922 |
| Król Nepalu                    | - 1881 Prithvi 1911 |
| Premier Nepalu                 | - 1885 Bir Shumsher Jang Bahadur Rana 1901                                                                                    |
| Cesarz Niemiec                 | - 1888 Wilhelm II Hohenzollern 1918                                                                                           |
| Kanclerz Niemiec               | - 1890 Leo von Caprivi 1894                                                                                                   |
| Prezydent Nikaragui            | - 1891 Roberto Sacasa 1893 - 1893 Salvador Machado 1893 - 1893 Joaquín Zavala 1893 - 1893 José Santos Zelaya 1909             |
| Król Norwegii                  | - 1872 Oskar II 1905 |
| Premier Nowej Zelandii         | - 1891 John Ballance 1893 - 1893 Richard Seddon 1906                                                                          |
| Sułtan Omanu                   | - 1888 Fajsal ibn Turki 1913                                                                                                  |
| Papież                         | - 1878 Leon XIII 1903 |
| Prezydent Paragwaju            | - 1890 Juan Gualberto González 1894                                                                                           |
| Prezydent Peru                 | - 1890 Remigio Morales Bermúdez 1894                                                                                          |
| Król Portugalii                | - 1889 Karol 1908 |
| Król Prus                      | - 1888 Wilhelm II 1918 |
| Car Rosji                      | - 1881 Aleksander III 1894 |
| Król Rumunii                   | - 1881 Karol I 1914 |
| Premier Rumunii                | - 1891 Lascăr Catargiu 1895                                                                                                   |
| Król Saksonii                  | - 1873 Albert I Wettyn 1902                                                                                                   |
| Prezydent Salwadoru            | - 1890 Carlos Ezeta 1894 |
| Kapitanowie Regenci San Marino | - 1892 Gemino Gozi Giacomo Marcucci 1893 - 1893 Menetto Bonell Marino Babboni 1893 - 1893 Marino Fattori Pietro Francini 1894 |
| Król Serbii                    | - 1889 Aleksander Obrenowić 1903                                                                                              |
| Prezydent Szwajcarii           | - 1893 Karl Schenk 1893 |
| Król Szwecji                   | - 1872 Oskar II 1907 |
| Premier Szwecji                | - 1891 Erik Gustaf Boström 1900                                                                                               |
| Król Tajlandii                 | - 1868 Chulalongkorn 1910 |
| Król Tonga                     | - 1875 Jerzy Tupou I 1893 - 1893 Jerzy Tupou II 1918                                                                          |
| Premier Tonga                  | - 1890 Siaosi Tukuʻaho 1893 - 1893 Siosateki Veikune 1905                                                                     |
| Sułtan Turków                  | - 1876 Abdülhamid II 1909 |
| Prezydent Urugwaju             | - 1890 Julio Herrera y Obes 1894                                                                                              |
| Prezydent USA                  | - 1889 Benjamin Harrison 1893 - 1893 Grover Cleveland 1897                                                                    |
| Prezydent Wenezueli            | - 1892 Joaquín Crespo 1898 |
| Król Węgier                    | - 1848 Franciszek Józef I 1916                                                                                                |
| Premier Węgier                 | - 1892 Sándor Wekerle 1895 |
| Monarcha Wielkiej Brytanii     | - 1837 Wiktoria 1901 |
| Premier Wielkiej Brytanii      | - 1892 William Ewart Gladstone 1894                                                                                           |
| Król Włoch                     | - 1878 Humbert I 1900 |

Rok 1893 / MDCCCXCIII
stulecia: XVIII wiek ~
XIX wiek ~
XX wiek

dziesięciolecia:
1860–1869 •
1870–1879 •
1880–1889 •
1890–1899
• 1900–1909
• 1910–1919
• 1920–1929

lata: 1883 «
1888 «
1889 «
1890 «
1891 «
1892 «
1893
» 1894
» 1895
» 1896
» 1897
» 1898
» 1903

## Wydarzenia w Polsce
- 10 maja – w Krakowie założono pierwszy klub szachowy w Polsce.
- 24 maja – Józef Friedlein został prezydentem Krakowa.
- 20 czerwca – pożar strawił znaczną część Andrychowa. Od całkowitego zniszczenia uchroniła miasto obfita ulewa.
- Lipiec – powstanie Socjaldemokracji Królestwa Polskiego.
- 3 lipca – powstała pierwsza polityczna organizacja chłopska Związek Stronnictwa Polskiego.
- 14 lipca – we Wrocławiu uruchomiono pierwszą linię tramwaju elektrycznego.
- 2 sierpnia – pierwsze objawienie Feliksy Kozłowskiej, zebrane później w Dziele Wielkiego Miłosierdzia stanowiącym podstawę wiary mariawickiej.
- 10 września – powstała Polska Partia Socjalistyczna Zaboru Pruskiego.
- 23 września – powstała Przepowiednia z Tęgoborza.
- 21 października – W Krakowie, przy placu św. Ducha, w miejscu zburzonego (przy użyciu dynamitu) Kościoła Ducha Świętego otwarto Teatr Miejski; podczas inauguracyjnego przedstawienia dano Prolog Adama Asnyka oraz fragmenty Konfederatów barskich Adama Mickiewicza, Balladyny Juliusza Słowackiego i Zemsty Aleksandra Fredry; eklektyczny budynek teatru – wzorowany na gmachu opery paryskiej – zaprojektował Jan Zawiejski, a pierwszym dyrektorem tej instytucji został Tadeusz Pawlikowski (dopiero w 1909 teatr otrzymał imię Juliusza Słowackiego).
- Powstało Warszawskie Towarzystwo Łyżwiarskie.

## Wydarzenia na świecie
- 17 stycznia – ostatnia królowa Hawajów Liliʻuokalani zrzekła się tronu.
- 1 lutego:
  - w Teatro Regio w Turynie odbyła się premiera opery Manon Lescaut Giacomo Pucciniego.
  - w West Orange w stanie New Jersey, na terenach laboratoriów Thomasa Alvy Edisona, oddano do użytku pierwsze w świecie komercyjne studio filmowe; ze względu na pokryte czarną farbą ściany i ciasnotę wnętrza zyskało ono nazwę „Black Maria”, będącą nawiązaniem do malowanych na czarno karetek więziennych.
- 2 lutego – zwodowano brytyjski transatlantyk RMS „Lucania”.
- 9 lutego – w mediolańskiej La Scali odbyła się premiera opery Falstaff Giuseppe Verdiego.
- 18 lutego – Jerzy Tupou II został zaprzysiężony jako król Tonga.
- 21 lutego – założono Argentyński Związek Piłki Nożnej (Asociación del Fútbol Argentino - AFA).
- 23 lutego – Rudolf Diesel opatentował silnik wysokoprężny, zwany później od jego nazwiska silnikiem Diesla.
- 4 marca – Grover Cleveland został 24. prezydentem Stanów Zjednoczonych.
- 8 marca – francuski astronom Auguste Charlois odkrył planetoidę (358) Apollonia.
- 11 marca – francuski astronom Auguste Charlois odkrył planetoidy (360) Carlova i (361) Bononia.
- 16 marca – pierwszy Puchar Stanleya zdobyli hokeiści Montreal Hockey Club.
- 17 marca:
  - astronom Auguste Charlois odkrył planetoidę (363) Padua.
  - polityk francuski Jules Ferry został zamordowany przez fanatyka religijnego.
- 18 marca – Jerzy Tupou II został uroczyście ukoronowany w Nukuʻalofie na króla Tonga.
- 21 marca – astronom Auguste Charlois odkrył planetoidy (365) Corduba i (366) Vincentina.
- 4 kwietnia – Charles Dupuy został premierem Francji.
- 27 kwietnia – Richard Seddon został premierem Nowej Zelandii.
- 30 kwietnia – oficjalna data założenia Nowosybirska, trzeciego co do wielkości rosyjskiego miasta i nieoficjalnej stolicy Syberii.
- 2 maja – Emil Stang(inne języki) został po raz drugi premierem Norwegii.
- 9 maja – Thomas Alva Edison po raz pierwszy zaprezentował kinetoskop.
- 11 maja – José Mariano Jiménez Wald(inne języki) został po raz drugi premierem Peru.
- 19 maja – astronom Auguste Charlois odkrył planetoidy (367) Amicitia i (368) Haidea.
- 12 czerwca – major armii japońskiej Yasumasa Fukushima zakończył 16-miesięczną podróż konną z Berlina do Władywostoku.
- 21 czerwca – przyszły wielki książę Luksemburga Wilhelm IV ożenił się z Marią Anną Portugalską.
- 22 czerwca – u wybrzeży Libanu zatonął po kolizji z inną jednostką brytyjski pancernik HMS „Victoria”, w wyniku czego zginęło 358 członków załogi.
- 27 czerwca – krach na giełdzie w Nowym Jorku.
- 28 czerwca – w Hamburgu poświęcono Nową Katedrę Mariacką.
- 30 czerwca – w kopalni Jägersfontein w Republice Południowej Afryki znaleziono diament Excelsior o masie 995,2 karata.
- 11 lipca – Kōkichi Mikimoto uzyskał pierwszą perłę hodowlaną.
- 14 lipca – pierwsze tramwaje elektryczne na dzisiejszych ziemiach polskich (Wrocław, ówczesny Breslau).
- 25 lipca – oddano do użytku Kanał Koryncki, łączący Morze Egejskie z Morzem Jońskim przez Przesmyk Koryncki; przeprowadzenie tej drogi wodnej, eliminującej konieczność opływania Peloponezu, planował już tyran Koryntu Periander w VII w. p.n.e., a w połowie I w. n.e. z rozkazu cesarza Nerona prowadzono prace budowlane.
- 31 lipca – irlandzki polityk Douglas Hyde (późniejszy Prezydent Irlandii, po uzyskaniu niepodległości przez ten kraj) założył w Dublinie Ligę Gaelicką, zajmującą się propagowaniem języka irlandzkiego.
- 14 sierpnia – pojawiły się w Paryżu pierwsze na świecie rejestracje samochodowe. Mocowane po lewej stronie auta, zawierały: nazwisko właściciela, jego adres i numery rejestracyjne.
- 18 sierpnia – modernistyczny pisarz i poeta Stanisław Przybyszewski poślubił w Berlinie norweską pianistkę i literatkę Dagny Juel.
- 7 września – został założony włoski klub sportowy Genoa Cricket and Football Club.
- 19 września – Nowa Zelandia, jako pierwsze państwo, przyznała kobietom czynne prawo wyborcze w wyborach do parlamentu (bierne prawo wyborcze uzyskały dopiero w 1919).
- 28 września – powstał portugalski klub sportowy FC Porto.
- 3 listopada – w hiszpańskim porcie Santander eksplodował statek SS Cabo Machichaco z ładunkiem dynamitu. Zginęło 590 osób, 525 zostało rannych.
- 7 listopada – amerykański stan Kolorado: kobiety uzyskały prawa wyborcze.
- 12 listopada – tzw. linia Duranda została przyjęta jako granica między brytyjskimi posiadłościami w Indiach a Afganistanem.
- 16 listopada – powstał czeski klub piłkarski Sparta Praga.
- 28 listopada – na Nowej Zelandii odbyły się wybory parlamentarne, pierwsze po przyznaniu po raz trzeci na świecie czynnego prawa wyborczego kobietom (po Terytorium Wyoming w 1869 i Wyspie Man w 1881 roku).
- 2 grudnia – na Placu Czerwonym w Moskwie uroczyście otwarto, znany obecnie pod nazwą „GUM”, pasaż handlowy.
- 9 grudnia – anarchista Auguste Vaillant dokonał zamachu bombowego we francuskim Zgromadzeniu Narodowym. Rannych zostało około 50 osób.
- W Amsterdamie rozegrano pierwsze mistrzostwa świata w łyżwiarstwie szybkim (4 dystanse: 500 m, 1500 m, 5000 m i 10 000 m).
- W Wiedniu, na terenie Arsenału, powstał Zakład Aeronautyki Wojskowej oraz pierwsze pole wzlotów dla aerostatów armii Austro-Węgier.

## Urodzili się
- 4 stycznia – Yone Minagawa, japońska superstulatka (zm. 2007)
- 5 stycznia:
  - Friedrich Blume, niemiecki muzykolog (zm. 1975)
  - Agata od NMP Patronki Cnót Hernández Amorós, hiszpańska karmelitanka miłosierdzia, męczennica, błogosławiona katolicka (zm. 1936)
  - Paramahansa Jogananda (dewanagari परमहंस योगानन्‍द), indyjski jogin (zm. 1952)
- 6 stycznia – Wiktor Pawłowicz, polski oficer, kawaler Orderu Virtuti Militari (zm. 1961)
- 8 stycznia:
  - Ladislav Hudec, słowacki architekt i budowniczy, czynny głównie w Szanghaju (zm. 1958)
  - Marian Szretter, polski aspirant Policji (zm. 1940)
- 12 stycznia – Hermann Göring, polityk, jeden z przywódców III Rzeszy (zm. 1946)
- 18 stycznia – Jorge Guillén, hiszpański poeta (zm. 1984)
- 19 stycznia – Franciszek Korszyński, polski duchowny katolicki, biskup pomocniczy włocławski (zm. 1962)
- 25 stycznia – Czesław Rydzewski, polski duchowny katolicki, biskup pomocniczy łomżyński (zm. 1951)
- 28 stycznia – Nikołaj Kuźmicz Kozłow, radziecki polityk (zm. 1973)
- 29 stycznia – Wacław Jędrzejewicz, polski działacz niepodległościowy, oficer, polityk i dyplomata, historyk (zm. 1993)
- 30 stycznia – Izaak Meir Lewin (hebr.: יצחק-מאיר לוין), polski i izraelski rabin, działacz społeczny i polityk (zm. 1971)
- 3 lutego – Gaston Julia, francuski matematyk (zm. 1978)
- 5 lutego – Roman Ingarden, polski filozof, profesor Uniwersytetu Lwowskiego (zm. 1970)
- 6 lutego – Muhammad Zafrullah Khan, pakistański prawnik, polityk i dyplomata, minister spraw zagranicznych Pakistanu, przewodniczący sesji Zgromadzenia Ogólnego ONZ, prezes Międzynarodowego Trybunału Sprawiedliwości (zm. 1985)
- 12 lutego:
  - Omar Bradley, amerykański generał na froncie północno-afrykańskim i europejskim w czasie II wojny światowej (zm. 1981)
  - Marcel Minnaert, belgijski astronom (zm. 1970)
- 13 lutego – Władysław Dziadosz, prawnik, polityk, wojewoda kielecki (zm. 1980)
- 16 lutego:
  - Julian Grobelny, polski działacz socjalistyczny, przewodniczący Żegoty (zm. 1944)
  - Michaił Tuchaczewski (ros. Михаил Николаевич Тухачевский), radziecki dowódca i teoretyk wojskowy (zm. 1937)
- 17 lutego – Nicefor od Jezusa i Marii Díez Tejerina, hiszpański pasjonista, męczennik, błogosławiony katolicki (zm. 1936)
- 18 lutego – Wilhelm Remer, podpułkownik korpusu kontrolerów Wojska Polskiego (zm. ?)
- 20 lutego – Mojżesz Lipman, polski aktor pochodzenia żydowskiego (zm. ?)
- 21 lutego:
  - Dmitrij Lebied´, radziecki polityk i działacz partyjny (zm. 1937)
  - Andrés Segovia, hiszpański gitarzysta i kompozytor (zm. 1987)
- 22 lutego – Stefan Kulczycki, polski matematyk, wykładowca akademicki (zm. 1960)
- 23 lutego – Alvar Thiel, szwedzki żeglarz, medalista olimpijski (zm. 1973)
- 26 lutego – Józef Szyfter, polski kapitan pilot, powstaniec wielkopolski (zm. 1940)
- 2 marca – Helena Makowska, polska aktorka, piosenkarka (zm. 1964)
- 3 marca – Aleksander Roman Boroński, polski major (zm. 1975)
- 4 marca:
  - Karol Polakiewicz, polski prawnik i polityk, wicemarszałek Sejmu (zm. 1962)
  - Helena Usijewicz, radziecka publicystka (zm. 1968)
- 10 marca – Alfred Wallner, podpułkownik łączności Wojska Polskiego (zm. 1948)
- 11 marca – Gustáv Nedobrý, słowacki działacz turystyczny, taternik i ratownik tatrzański (zm. 1966)
- 14 marca:
  - Antoni Hyży, polski oficer, kawaler Orderu Virtuti Militari (zm. 1969)
  - Jerzy Rudlicki, polski pilot, inżynier, konstruktor lotniczy (zm. 1977)
- 17 marca – Józef Gałuszka, polski poeta, prozaik, dziennikarz, publicysta (zm. 1939)
- 19 marca:
  - Wanda Kragen, polska pisarka, poetka, tłumaczka (zm. 1982)
  - Wasyl Mudry, ukraiński dziennikarz, polityk, wicemarszałek Sejmu (zm. 1966)
  - José María Velasco Ibarra, ekwadorski prawnik, polityk, prezydent Ekwadoru (zm. 1979)
- 24 marca – Walter Baade, niemiecki astronom (zm. 1960)
- 27 marca:
  - Karl Mannheim, niemiecki socjolog (zm. 1947)
  - Tessa Wheeler, angielska archeolog (zm. 1936)
- 30 marca:
  - Jan Jaskanis, działacz komunistyczny i związkowy (zm. 1962)
  - Zofia Vetulani, polska urzędniczka państwowa (zm. 1981)
- 31 marca – Alfredo Pezzana, włoski szermierz (zm. 1986)
- 3 kwietnia:
  - Ryszard Konopka, polski przedsiębiorca, oficer, kawaler Orderu Virtuti Militari (zm. 1958)
  - Jan Spychalski, polski malarz, biograf, publicysta (zm. 1946)
- 8 kwietnia – Wilhelm Hörl, oficer zawodowy piechoty, odznaczony Virtuti Militari (zm. 1940 – zamordowany w Charkowie)
- 9 kwietnia – Aimé Cassayet-Armagnac, francuski rugbysta, medalista olimpijski (zm. 1927)
- 11 kwietnia – Frances Schroth, amerykańska pływaczka (zm. 1961)
- 12 kwietnia:
  - Mike Gold, amerykański pisarz pochodzenia żydowskiego (zm. 1967)
  - Henry Oberholzer, brytyjski gimnastyk (zm. 1953)
- 15 kwietnia – Harmon C. Rorison, amerykański pilot wojskowy (zm. 1976)
- 16 kwietnia – Stefan Dękierowski, polski reżyser, realizator i operator filmowy (zm. 1975)
- 18 kwietnia – Violette Morris, francuska sportsmenka, agentka Gestapo (zm. 1944)
- 20 kwietnia:
  - Harold Lloyd, amerykański aktor komediowy epoki kina niemego (zm. 1971)
  - Joan Miró, hiszpański malarz i rzeźbiarz (zm. 1983)
  - Edna Parker, jedna z rekordzistów długowieczności (zm. 2008)
- 22 kwietnia:
  - Teofil Ney, polski major żandarmerii (zm. 1940)
  - James Willard, australijski tenisista (zm. 1968)
- 25 kwietnia – Serafin Koda, albański franciszkanin, męczennik, błogosławiony katolicki (zm. 1947)
- 26 kwietnia – Björn Bothén, szwedzki żeglarz, olimpijczyk (zm. 1955)
- 29 kwietnia – Harold Clayton Urey, amerykański chemik (zm. 1981)
- 30 kwietnia – Joachim von Ribbentrop, jeden z głównych przywódców III Rzeszy, minister spraw zagranicznych Rzeszy (zm. 1946)
- 6 maja – Hugon Almstaedt, żołnierz Legionów Polskich, prezydent Sosnowca (zm. 1958)
- 11 maja – Robert Girardet, francuski żeglarz, medalista olimpijski (zm. 1977)
- 13 maja:
  - Benoit Frachon, francuski działacz komunistyczny i związkowy, działacz ruchu oporu (zm. 1975)
  - Antonija Javornik, serbska sierżant pochodzenia słoweńskiego (zm. 1974)
  - Wincenty Kępczyński, polski działacz związkowy i socjalistyczny, polityk, poseł na Sejm RP i na Sejm Ustawodawczy (zm. 1955)
  - Henry A. Murray, amerykański psycholog, wykładowca akademicki (zm. 1988)
  - Wolf Wiener, polski dziennikarz, pisarz, działacz oświatowy i syjonistyczny pochodzenia żydowskiego (zm. 1942)
- 14 maja – Wiktor Oleszczuk, polski oficer, kawaler Orderu Virtuti Militari (zm. ?)
- 16 maja – Iwan Wyszniegradski, rosyjski kompozytor i teoretyk muzyki (zm. 1979)
- 17 maja:
  - Erich Feldmann, niemiecki historyk filozofii, pedagog (zm. 1978)
  - Pedro Martínez, argentyński piłkarz (zm. 1931)
- 19 maja:
  - Fritjof Hillén, szwedzki piłkarz (zm. 1977)
  - Władysław Raczkowski, polski dyrygent, chórmistrz, pianista, pedagog muzyczny, kompozytor (zm. 1959)
- 23 maja – Kamen Wiczew, bułgarski asumpcjonista, męczennik, błogosławiony katolicki (zm. 1952)
- 27 maja – Hermann Dörnemann, niemiecki superstulatek (zm. 2005)
- 3 czerwca – Konstanty Jabłoński, polski oficer, kawaler Orderu Virtuti Militari (zm. 1942)
- 6 czerwca – Henryk Gliszczyński, oficer zawodowy piechoty, odznaczony Virtuti Militari (zm. 1940 – zamordowany w Charkowie)
- 8 czerwca – Włodzimierz Żelechowski, polski poeta, prozaik, urzędnik i działacz kulturalny (zm. 1954)[1]
- 12 czerwca – Imre Németh, węgierski pisarz (zm. 1970)
- 18 czerwca – Jan Slaski, polski sadownik, szkółkarz (zm. 1984)
- 21 czerwca – Alois Hába, czeski kompozytor (zm. 1973)
- 27 czerwca – Toti dal Monte, włoska śpiewaczka operowa, sopranowa (zm. 1975)
- 28 czerwca – August Zamoyski, polski rzeźbiarz, teoretyk sztuki, pedagog, emigrant (zm. 1970)
- 29 czerwca:
  - Eduard Čech, czeski matematyk (zm. 1960)
  - Werner Steinhauser, niemiecki pilot wojskowy, as myśliwski (zm. 1918)
- 30 czerwca:
  - Frederick Morgan, południowoafrykański strzelec sportowy (zm. 1980)
  - Walter Ulbricht, wschodnioniemiecki polityk komunistyczny, przewodniczący Rady Państwa NRD, I sekretarz SED (zm. 1973)
  - Marianne Zoff, austriacka aktorka, śpiewaczka operowa (zm. 1984)
- 4 lipca – Reidar Martiniuson, norweski żeglarz, medalista olimpijski (zm. 1968)
- 7 lipca – Symeon Łukacz, biskup greckokatolicki, błogosławiony katolicki (zm. 1964)
- 8 lipca:
  - Władysław Baczyński, polski polityk komunistyczny, poseł na Sejm RP (zm. 1937)
  - Marceli Nowotko, działacz ruchu robotniczego (zm. 1942)
- 10 lipca – Piotr Siergijew, rosyjski parazytolog, epidemiolog (zm. 1973)
- 11 lipca – Tancred Ibsen(inne języki), norweski reżyser filmowy (zm. 1978)
- 13 lipca – Hipolit Grzegorzewski, wachmistrz, działacz niepodległościowy (zm. 1939)
- 15 lipca – Włodzimierz Antoniewicz, archeolog polski pochodzenia ormiańskiego, rektor Uniwersytetu Warszawskiego, członek PAN (zm. 1973)
- 16 lipca – Władysław Imielski, działacz polskiego i francuskiego ruchu komunistycznego (zm. 1973)
- 19 lipca – Władimir Majakowski, poeta radziecki (zm. 1930)
- 21 lipca – Aleksander Glücksburg, król Grecji (zm. 1920)
- 23 lipca:
  - László Dezső, węgierski generał (zm. 1949)
  - Michał Klepacz, polski duchowny katolicki, biskup łódzki (zm. 1967)
- 27 lipca:
  - Francisco Prada Carrera, brazylijski duchowny katolicki, biskup Uruaçu (zm. 1995)
  - Nina Pietrowa, radziecka sportsmenka, starszy sierżant, strzelczyni wyborowa (zm. 1945)
- 28 lipca – Alfred Eluère, francuski rugbysta, medalista olimpijski (zm. 1985)
- 29 lipca – Marian Koczwara, polski botanik, specj. z zakresu farmakognozji, prof. Uniwersytetu Jagiellońskiego (zm. 1970)
- 31 lipca:
  - Antoni Pająk, polski polityk, premier RP na uchodźstwie (zm. 1965)
  - Ragnar Vik, norweski żeglarz, medalista olimpijski (zm. 1941)
- 5 sierpnia – Sydney Camm, brytyjski konstruktor lotniczy (zm. 1966)
- 6 sierpnia – Guthrie McClintic, amerykański reżyser filmowy i teatralny oraz producent (zm. 1961)
- 14 sierpnia – Alfred Alessandrescu, kompozytor rumuński (zm. 1959)
- 17 sierpnia – Mae West, amerykańska aktorka (zm. 1980)
- 18 sierpnia – Frank Linke-Crawford, austriacki pilot, as lotnictwa austro-węgierskiego (zm. 1918)
- 19 sierpnia – Stefan Starzyński, polski major, polityk, ekonomista, publicysta, prezydent Warszawy (zm. 1939)
- 23 sierpnia – Aleksandr Łoktionow, radziecki dowódca wojskowy, polityk (zm. 1941)
- 24 sierpnia – Elisha Scott, północnoirlandzki piłkarz, bramkarz, trener (zm. 1959)
- 25 sierpnia – Stefan Orzechowski, polski aktor, reżyser teatralny (zm. 1965)
- 30 sierpnia:
  - Feliks Kapłan, działacz komunistyczny i związkowy (zm. 1963)
  - Huey Pierce Long, amerykański polityk, senator ze stanu Luizjana (zm. 1935)
- 31 sierpnia – Michał Piwoszczuk, polski oficer, kawaler Orderu Virtuti Militari (zm. 1974)
- 3 września:
  - Laurence Curtis, amerykański polityk (zm. 1989)
  - Bruno Elkouken, polsko-francuski architekt pochodzenia żydowskiego (zm. 1968)
  - Paweł Prabucki, polski duchowny katolicki, Sługa Boży (zm. 1942)
- 6 września – John W. Bricker, amerykański polityk, senator ze stanu Ohio (zm. 1986)
- 8 września – Gustaf Mattsson, szwedzki lekkoatleta, długodystansowiec (zm. 1977)
- 10 września – Johanna Bormann, niemiecka nadzorczyni w obozach koncentracyjnych, zbrodniarka wojenna (zm. 1945)
- 12 września – Frederick William Franz, amerykański działacz religijny, prezes Towarzystwa Strażnica, członek Ciała Kierowniczego Świadków Jehowy (zm. 1992)
- 14 września – Kazimierz Zarębski, major uzbrojenia Wojska Polskiego, działacz niepodległościowy, kawaler Orderu Virtuti Militari (zm. 1962)
- 20 września – Michał Ornatkiewicz, polski inżynier (zm. 1940)
- 25 września – Michał Kozal, polski duchowny katolicki, biskup pomocniczy włocławski, błogosławiony (zm. 1943)
- 29 września – Nadzieja od Jezusa (María Józefa Alhama Valera), hiszpańska zakonnica, mistyczka, błogosławiona katolicka (zm. 1983)
- 1 października – Tadeusz Machalski, polski pułkownik dyplomowany kawalerii (zm. 1983)
- 2 października – Stanisław Kossuth, polski inżynier górnictwa, docent, kawaler Orderu Virtuti Militari (zm. 1968)[2]
- 4 października – Franciszek Gliwicz, polski działacz niepodległościowy, nauczyciel, oficer (zm. 1964)
- 6 października:
  - Meghnad Saha, indyjski fizyk i astronom (zm. 1956)
  - Tomasz Wiński, kapitan taborów Wojska Polskiego, kawaler Orderu Virtuti Militari (zm. 1952)
- 7 października:
  - Kazimierz Kwiatkowski, polski malarz (zm. 1964)
  - Alan Williams, amerykański inżynier i sportowiec, medalista olimpijski (zm. 1984)
- 15 października – Tadeusz Pluciński, polski działacz niepodległościowy i oficer (zm. 1940)
- 16 października – Tadeusz Zwoliński, polski kartograf, autor przewodników, speleolog, fotograf (zm. 1955)
- 18 października – Piotr Kałwa, polski duchowny katolicki, biskup lubelski (zm. 1974)
- 23 października – Jean Absil, belgijski kompozytor (zm. 1974)
- 29 października – Paschalis Carda Saporta, hiszpański duchowny katolicki, męczennik, błogosławiony (zm. 1936)
- 9 listopada – María Amparo Carbonell Muñoz, hiszpańska salezjanka, męczennica, błogosławiona katolicka (zm. 1936)
- 11 listopada:
  - Paul von Guillaume, niemiecki kierowca wyścigowy (zm. 1970)
  - Paul van Zeeland, belgijski ekonomista, polityk, premier Belgii (zm. 1973)
- 12 listopada:
  - Frits Clausen, duński polityk, kolaborant (zm. 1947)
  - Andrzej Kładko, polski major pilot (zm. 1956)
- 14 listopada – Tommy Milton, amerykański kierowca wyścigowy (zm. 1962)
- 21 listopada – Władysław Strzemiński, polski malarz, teoretyk sztuki, pedagog (zm. 1952)
- 22 listopada:
  - Łazar Kaganowicz, radziecki polityk, działacz komunistyczny pochodzenia żydowskiego (zm. 1991)
  - Maria Keller, austriacka lekkoatletka, sprinterka, skoczkini w dal (zm. 1990)
- 25 listopada:
  - Maria Julia Ivanišević, chorwacka zakonnica ze Zgromadzenia Córek Bożej Miłości, męczennica, błogosławiona katolicka (zm. 1941)
  - Peter Schlütter, duński żeglarz, medalista olimpijski (zm. 1959)
- 27 listopada – María del Carmen Viel Ferrando, hiszpańska działaczka Akcji Katolickiej, męczennica, błogosławiona katolicka (zm. 1936)
- 29 listopada:
  - Edward Bogusz, polski legionista, polityk, poseł na Sejm RP (zm. 1986)
  - María Orosa, filipińska chemiczka, działaczka niepodległościowa i społeczna (zm. 1945)
- 30 listopada:
  - Väinö Kajander, fiński zapaśnik (zm. 1978)
  - Izrael Jehoszua Singer, polsko-żydowski pisarz, dramaturg, dziennikarz (zm. 1944)
- 2 grudnia – Marian Kułakowski, podpułkownik dyplomowany artylerii Wojska Polskiego, działacz niepodległościowy, kawaler Orderu Virtuti Militari (zm. 1980)
- 5 grudnia – Szczepan Łazarkiewicz, polski konstruktor, wynalazca, samouk (zm. 1966)
- 6 grudnia – Jerzy Pepłowski, polski oficer, kawaler Virtuti Militari (zm. 1930)
- 8 grudnia – Helena Sługocka, polska śpiewaczka operowa (zm. 1978)
- 10 grudnia:
  - Jan Lehr, podporucznik piechoty Wojska Polskiego, kawaler Virtuti Militari (zm. 1919)
  - Jerzy Stempowski, polski eseista, krytyk literacki, tłumacz (zm. 1969)
  - Jan Werakso, polski porucznik piechoty (zm. 1923)
- 11 grudnia – Alceu Amoroso Lima, brazylijski pisarz, krytyk literacki i katolicki przywódca religijny (zm. 1983)
- 12 grudnia
  - Janina Misiewicz, polska lekarka-ftyzjatra, profesor uczelni nauk medycznych, dyrektor Polskiego Instytutu Przeciwgruźliczego (zm. 1958)
  - Ana Pauker, rumuńska polityk komunistyczna pochodzenia żydowskiego (zm. 1960)
- 13 grudnia:
  - Jerzy Paciorkowski, polski prawnik, polityk, wojewoda kielecki (zm. 1957)
  - Stanisław Szukalski, polski rzeźbiarz i malarz (zm. 1987)
- 17 grudnia – James Baird, nowozelandzki rugbysta (zm. 1917)
- 18 grudnia – Josef Rufer, austriacki teoretyk muzyki, krytyk muzyczny i pedagog (zm. 1985)
- 19 grudnia – Gabriela Pianko, polska filolog klasyczna (zm. 1973)
- 24 grudnia – Carl Brisson, duński bokser, śpiewak, tancerz, aktor, piosenkarz i reżyser (zm. 1958)
- 25 grudnia:
  - Bogusław Łubieński, polski polityk, poseł na Sejm RP (zm. 1941)
  - Mieczysław Smorawiński, polski generał brygady (zm. 1940)
  - Harry Stenqvist, szwedzki kolarz szosowy (zm. 1968)
  - Maria Żelańska, polska działaczka komunistyczna (zm. 1960)
- 26 grudnia:
  - Martin Albrecht, niemiecki polityk (zm. 1952)
  - Halfdan Schjøtt, norweski żeglarz, medalista olimpijski (zm. 1974)
  - Mao Zedong, przywódca Chin komunistycznych, dyktator (zm. 1976)
- data dzienna nieznana: 
  - Zofia Chętnikowa, nauczycielka, kustoszka muzealna, członkini Narodowych Sił Zbrojnych (zm. 1950)
  - Iwan Feldman, funkcjonariusz radzieckich organów bezpieczeństwa (zm. 1954)
  - Johann Franz, spiskoniemiecki przewodnik tatrzański (zm. 1915)
  - Paweł Lang Fu, chiński męczennik, święty katolicki (zm. 1900)
  - Adolfo Drago Braco, dramaturg gwatemalski (zm. 1966)

## Święta ruchome
- Tłusty czwartek: 9 lutego
- Ostatki: 14 lutego
- Popielec: 15 lutego
- Niedziela Palmowa: 26 marca
- Pamiątka śmierci Jezusa Chrystusa: 30 marca
- Wielki Czwartek: 30 marca
- Wielki Piątek: 31 marca
- Wielka Sobota: 1 kwietnia
- Wielkanoc: 2 kwietnia
- Poniedziałek Wielkanocny: 3 kwietnia
- Wniebowstąpienie Pańskie: 11 maja
- Zesłanie Ducha Świętego: 21 maja
- Boże Ciało: 1 czerwca